# Shingo Usui
Shingo Usui (Kitami, 11 de octubre de 1994) es un deportista japonés que compite en curling. Ganó una medalla de bronce en el Campeonato Pan Continental de Curling Masculino de 2023.

## Palmarés internacional
| Campeonato Pan Continental | Campeonato Pan Continental | Campeonato Pan Continental | Campeonato Pan Continental |
| Año                        | Lugar                      | Medalla                    | Prueba                     |
| -------------------------- | -------------------------- | -------------------------- | -------------------------- |
| 2023                       | Kelowna (Canadá)           | Medalla de bronce          | Equipo                     |